# Prima battaglia di Passchendaele
La prima battaglia di Passchendaele è stato uno scontro della prima guerra mondiale che ebbe luogo il 12 ottobre 1917 nel saliente di Ypres, un'area situata sul fronte occidentale, all'esterno della città belga di Passchendaele, durante la terza battaglia di Ypres. L'attacco degli Alleati non riuscì a catturare e difendere il terreno sopraelevato lungo la linea Passchendaele-Westrozebeke e risultò in forti perdite nel loro schieramento.

## Premesse
Nel luglio 1917, il feldmaresciallo inglese Douglas Haig lanciò una massiccia offensiva, la terza battaglia di Ypres, nel tentativo di liberarsi dal saliente di Ypres. Sebbene alcuni successi iniziali fossero stati conseguiti durante la Battaglia di Messines, nelle susseguenti battaglie di Pilckem e Langemarck si arrivò ad uno stallo completo. Di fronte al fallimento della Quinta Armata inglese di ottenere un qualunque progresso di rilievo, Haig decise di trasferire il peso dell'offensiva verso sud-est lungo la metà meridionale del Passchendaele Ridge. L'offensiva principale fu quindi passata alla Seconda Armata inglese sotto il comando del generale Herbert Plumer. Plumer abbandonò la tattica finalizzata ad ottenere un varco principale ed invece pensò di lanciare una serie di attacchi, ognuno con obiettivi strettamente limitati, secondo una strategia denominata "mordi e tieni". Successi limitati nelle battaglie di Menin Road, bosco del Poligono, Broodseinde e Gravenstafel Ridge produssero un'avanzata di circa 4 km in due settimane.

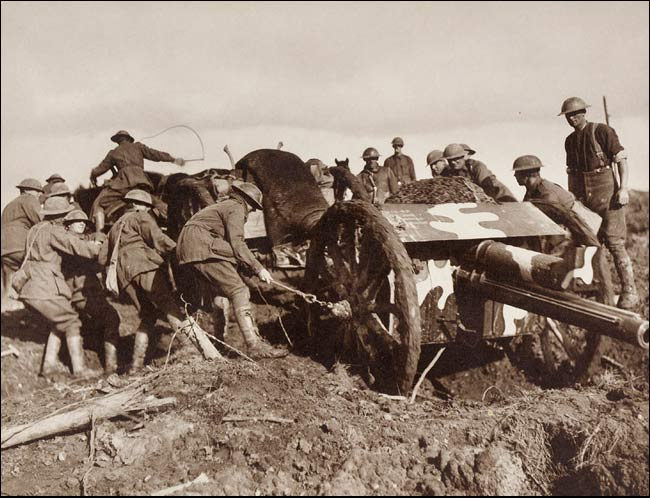
Il fango rallenatava tutti i movimenti.

Nella parte ovest delle pianure del Passchendaele Ridge, tre mesi di costante bombardamento avevano bloccato i corsi d'acqua che normalmente erano forniti di drenaggio. Quando la pioggia cominciò a cadere la notte del 4 ottobre e ad intermittenza per i tre giorni successivi, il campo di battaglia fu ancora una volta trasformato in un pantano di fango, rendendo estremamente difficile i movimenti. Due comandanti dell'esercito dissero ad Haig che avrebbero preferito porre fine alla campagna a causa del cambiamento del tempo e dello stato generale del campo di battaglia, ma fu presa la decisione di proseguire l'offensiva, al fine di guadagnare posizioni invernali più favorevoli su un terreno maggiormente sopraelevato.
Incoraggiato dalla quantità di perdite tedesche durante la battaglia di Broodseinde e del conseguente abbassamento del morale tedesco, Haig cercò di riprendere rapidamente l'offensiva alleata e conquistare Passchendaele Ridge. Tuttavia, le condizioni climatiche sfavorevoli continuarono a rendere il movimento di uomini e armarmenti estremamente difficile, compromettendo in maniera significativa i preparativi per la battaglia. Nonostante ciò, la battaglia di Poelcappelle si svolse il 9 ottobre e si rivelò un completo fallimento con gli alleati che soffrirono perdite significative e non raggiunsero alcun apprezzabile vantaggio strategico.

## Piano tattico e preparativi

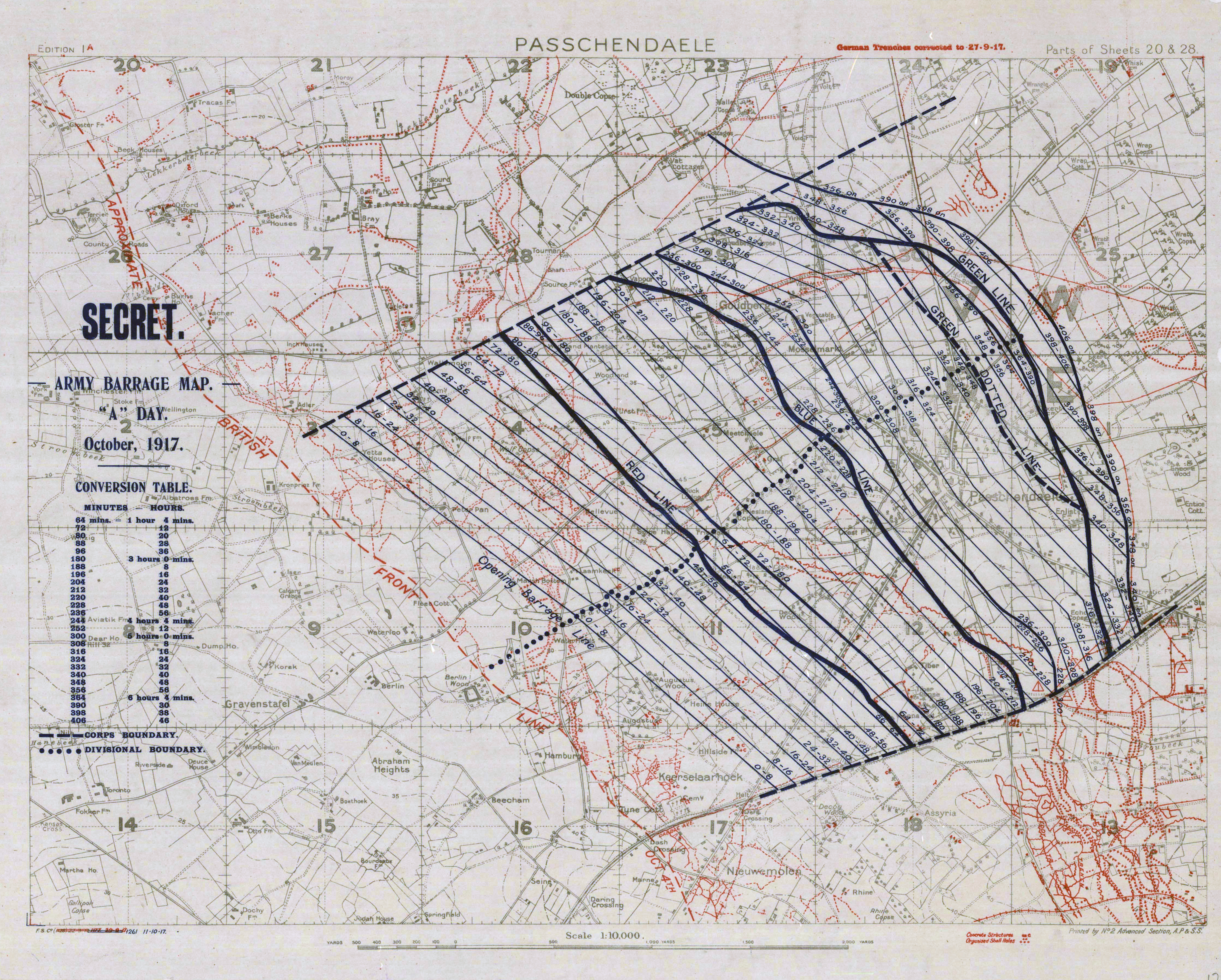
Mappa dello sbarramento offensivo dell'artiglieria alleata

L'obiettivo dell'attacco era quello di riprendere l'offensiva e iniziò con la battaglia di Poelcappelle. L'assalto sarebbe stato, in maniera molto simile alla battaglia di Poelcappelle, uno sforzo congiunto della Seconda e Quinta Armata britannica. Per raggiungere questo scopo, gli inglesi Seconda Armata avrebbero rafforzato la presa sul crinale di Passchendaele catturando il villaggio omonimo e lo sperone Goudberg a nord. Dato che la Quinta Armata britannica era a corto di truppe fresche, avrebbe intrapreso operazioni estese a sostegno dell'attacco limitando la sua partecipazione a proteggere il fianco della seconda armata britannica. La parte principale dell'attacco sul fronte della Seconda Armata britannica sarebbe stato effettuato dal II Corpo d'Armata Anzac, che aveva il proprio fianco settentrionale protetto dal XVIII Corpo e il fianco meridionale dal I Anzac Corps. Il piano di attacco prevedeva la cattura del villaggio di Passchendaele da parte della 3ª divisione australiana e quella del Goudberg Spur da parte della Divisione neozelandese. La profondità prevista dell'avanzata era tra le 2000 e le 2500 iarde.
Alcuni alti ufficiali non erano pienamente consapevoli della vera natura delle condizioni di campo di battaglia, né dell'effettiva posizione strategica nel momento in cui i progetti furono sviluppati. Quando le formazioni di sostituzione entrarono in prima linea, scoprirono ben presto che gli Alleati non tenevano il fronte previsto, una condizione su cui era basato l'intero piano di sbarramento. Solo l'11 ottobre fu definitivamente accertato che la linea tenuta era praticamente identica a quella precedente alla battaglia di Poelcappelle, tuttavia si ritenne che fosse troppo tardi per modificare i piani di sbarramento e gli ordini per tutto il fronte. La 3ª Divisione australiana, che era stata incaricata di catturare la città di Passchendaele, fu costretta a velocizzare il proprio tasso di avanzamento in modo da raggiungere la linea generale di sbarramento dell'artiglieria della Seconda Armata britannica.